# Брух, Ханс
Ханс Брух (нем. Karl Hans Wilhelm Bruch; 15 сентября 1891 года, Страсбург — 12 ноября 1968 года, Сан-Паулу) — немецко-бразильский пианист и музыкальный педагог. Сын дирижёра Вильгельма Бруха.

## Биография
Учился в Кёльнской консерватории у Карла Фридберга. Преподавал в Кёльне и Кобленце. С 1923 г. работал в Мангейме, выступал в составе Мангеймского трио (со скрипачом Максом Керглем и виолончелистом Карлом Мюллером), был первым исполнителем Первого фортепианного концерта Николая Лопатникова (1925, дирижёр Герман Абендрот). Играл также в дуэте со своей женой, пианисткой Леной Вайлер-Брух (нем. Lene Weiller Bruch; 7.9.1891 — 9.5.1948), уделяя особое внимание пропаганде сочинений своего друга Эрнста Тоха.
В 1934 г. вместе с женой эмигрировал в Бразилию. Жил и работал в Сан-Паулу, оказав определённое влияние на развитие местной музыкальной жизни; его учениками были, в частности, Жилберту Тинетто и Аделаида Перейра да Силва, а также Изольда Басси-Брух (1919—2011), ставшая в 1950 г. его второй женой. Некоторое время также преподавал в Буэнос-Айресе.